# Hilara garretti
Hilara garretti är en tvåvingeart som beskrevs av Charles Howard Curran 1926. Hilara garretti ingår i släktet Hilara och familjen dansflugor.
Artens utbredningsområde är Alberta. Inga underarter finns listade i Catalogue of Life.